# كارول آن فورد
كارول آن فورد (بالإنجليزية: Carole Ann Ford)‏ هي ممثلة بريطانية، ولدت في 16 يونيو 1940 في المملكة المتحدة.

## أعمال

### مسلسلات
- دكتور هو

## وصلات خارجية
- كارول آن فورد على موقع IMDb (الإنجليزية)
- كارول آن فورد على موقع روتن توميتوز (الإنجليزية)
- كارول آن فورد على موقع ألو سيني (الفرنسية)
- كارول آن فورد على موقع ميوزك برينز (الإنجليزية)
- كارول آن فورد على موقع أول موفي (الإنجليزية)
- كارول آن فورد على موقع قاعدة بيانات الأفلام السويدية (السويدية)
- كارول آن فورد على موقع قاعدة بيانات الفيلم (الإنجليزية)
- كارول آن فورد على موقع كينوبويسك (الروسية)